# Ahmed Al-Bahri
Ahmed Al Bahri (Riad, 18 de septiembre de 1980) es un exfutbolista saudita. Jugó de centrocampista.

## Biografía
Ahmed Al Bahri empezó su carrera profesional en 1999 en el Al-Ittihad. Con este equipo gana tres Ligas, dos Ligas de Campeones de la AFC y una Liga de Campeones Árabe. También se proclama campeón en dos ocasiones de la Copa del Rey de Campeones.
En la temporada 2005-06 juega en el Al-Shabab. Ese mismo año conquista el título de Liga por cuarta vez en su carrera.
En 2006 ficha por su actual club, el Al-Nasr. En 2008 gana una Copa Federación de Arabia Saudita.

### Selección nacional
Ha sido internacional con la selección de fútbol de Arabia Saudita en 41 ocasiones. Su debut como internacional se produjo el 9 de febrero de 2005.
Fue convocado para participar en la Copa Mundial de Fútbol de Alemania de 2006, aunque finalmente no jugó ninguno de los tres partidos que Arabia Saudita disputó en el torneo.
Ahmed Al Bahri lleva marcados tres goles con su selección.

## Clubes
| Club          | País           | Año       |
| ------------- | -------------- | --------- |
| Al-Ittihad    | Arabia Saudita | 1999-2005 |
| Al-Shabab     | Arabia Saudita | 2005-2006 |
| Al-Nasr       | Arabia Saudita | 2007-2010 |
| Ettifaq FC    | Arabia Saudita | 2010-2011 |
| Al-Faisaly FC | Arabia Saudita | 2011-2012 |
| Ettifaq FC    | Arabia Saudita | 2012      |

## Títulos

### Campeonatos nacionales
- 4 Ligas saudíes (Al-Ittihad, 2000, 2001 y 2003; Al-Shabab, 2006)
- 2 Copas del Rey de Arabia Saudí (Al-Ittihad, 2001 y 2004)
- 1 Copa Federación de Arabia Saudita (Al-Nasr, 2008)

### Copas internacionales
- 2 Ligas de Campeones de la AFC (Al-Ittihad, 2004 y 2005)
- 1 Liga de Campeones Árabe (Al-Ittihad, 2005)